# Научно-исследовательский флот Российской академии наук
Научно-исследовательский флот Российской академии наук — флот Российской академии наук, предназначен для научного исследования морей и океанов, а также для связи с космическими аппаратами.
Впервые в России академия наук — отдалённый прообраз современной РАН — была создана по распоряжению императора Петра I соответствующим Указом правительствующего Сената от 28 января (8 февраля) 1724 года. Она являлась аналогом европейских академий, а сам термин «академия» использован в честь греческой античной философской школы.

## История

### Предыстория
Русские исследования морей и океанов начались в XVII веке. Согласно сохранившимся архивным документам в 1639—1641 годах были открыты на Севере полуострова Ямал и Таймыр, а на Дальнем Востоке изучено побережье Охотского моря. В 1648 году отряд на шести кочах во главе с Семёном Дежнёвым вышел из устья реки Колыма и впервые в мире обогнул Чукотский полуостров. Дальше они направились из Северного Ледовитого океана в Тихий, получив доказательство разделения Америки и Азии проливом. С 1682 года после того, как был основан Якутский острог, русские начали осваивать Колымский край, Охотское побережье и Камчатку, которые к началу XVIII века стали принадлежать Русскому царству.
В 1713 году Петром I был подписан указ о поиске наилучшего морского пути на Камчатку. После этого из Санкт-Петербурга в Охотск отправились архангельские кораблестроители К. Машков, Н. Треска, Я. Невейцин и И. Бутии. Они внесли значительный вклад в строительство судов и кораблей в Охотске. На охотской верфи было построено первое русское морское судно — ладья «Восток» длиной — 8,5 сажень, шириной — 3 сажени, с осадкой с грузом — 3,5 фута, на которой казак Кузьма Соколов открыл морской путь до берегов Камчатки, что дало начало дальневосточному русскому мореходству. Позднее на верфи были построены и другие ладьи «Фортуна», «Восточный Гавриил» и «Лев».
Осенью 1720 года ладья "Восток " доставила на Камчатку выпускников Морской Академии И. М. Евреинова и Ф. Ф. Лужина, которые отсюда отправились в секретную экспедицию по приказу российского императора для описания Камчатки и поиска пролива между Америкой и Азией. Во время своего плавания в мае-июне 1721 года И. М. Евреинов и Ф. Ф. Лужин впервые дошли до Центральной части Курильской гряды, в том числе и острова Шпи-мушир, нанеся на карту 14 островов, о чём представили в конце 1722 года отчёт Петру I. Тем не менее, достичь главной цели экспедиция не смогла. Поэтому в 1725 году для подтверждения или опровержения существования пролива между Америкой и Азией по приказу Петра I формируется Первая Камчатская экспедиция. Под руководством капитан-командора В. И. Беринг и лейтенанта А. И. Чирикова экспедиция на боте «Святой Гавриил» изучила восточную часть Берингова моря и пролив, соединяющий его с Северным Ледовитым океаном, а также описала некоторые участки побережий Камчатки и Чукотки.
В 1732 году штурман И. Федоров, геодезист М. С. Гвоздёв и мореход К. Машков, дойдя морским путём до мыса Дежнёва, совершили поход к северо-западным берегам Северной Америки, на которые из-за сильного шторма высаживаться не стали. В результате своего путешествии они нанесли на карту оба берега Берингова пролива и некоторые острова этого района.

### Великая Северная экспедиция
По проекту, разработанному Сенатом, Адмиралтейств-коллегией и Петербургской Академией наук была подготовлена Вторая Камчатская экспедиция, главной задачей которой было открытие пути в Америку. В июне 1741 года Из Петропавловска к Северной Америке отправились пакетботы «Св. Пётр» под командованием В. Беринга и «Св. Павел» под командованием А. И. Чирикова. Через две недели плавания начался шторм, после которого суда потеряли связь с друг с другом и в дальнейшем следовали самостоятельно.
Пакетбот «Св. Пётр» с командой из 71 человека во главе с В. Берингом почти через шестьдесят дней вышли к американским берегам, где открыли некоторые острова. Во время обратного путешествия их задерживали сильные встречные ветры, но тем не менее они смогли достигнуть островов, которые позже назвали Командорскими. Авария судна заставила измученный болезнями и голодом экипаж высадиться на один из этих островов, где умер Витус Беринг. Оставшиеся возвратились в Петропавловск в августе 1742 года.
Пакетбот «Св. Павел» во главе с А. И. Чириковым достиг берега Америки южнее острова Ситхи 16 июля 1741 года. Две недели судно следовало вдоль побережья, а затем легло на курс в Петропавловск, куда прибыло 10 октября 1741 года. В результате путешествии «Святого Павла» были открыты новые острова. Чириков в этой экспедиции впервые пытался исследовать океанские течения.
Отряд Второй Камчатской экспедиции во главе М. П. Шпанберга на трёх судах «Архангел Михаил», «Надежда» и «Св. Гавриил» вышли к берегам Японии, пройдя Курильские острова.

### XIX век
Начало XIX века ознаменовалось организацией двух масштабных кругосветных экспедиций, обе из которых пришлись на время царствования императора Александра I.
Первая кругосветная экспедиция получила название «Первое русское кругосветное плавание» и состоялась в 1803—1806 гг. на шлюпах «Надежда» и «Нева» под командованием Ивана Крузенштерна и Юрия Лисянского. В результате экспедиции были получены ценные сведения о географии ранее незнакомых стран и местностей, океанологические сведения.
В 1819—1821 годах была предпринята Первая русская антарктическая экспедиция на шлюпах «Восток» и «Мирный», которыми командовали Фаддей Беллинсгаузен и Михаил Лазарев. В результат экспедиции были открыты шестой материк — Антарктида, и 29 островов.
Эти две экспедиции внесли огромный вклад в развитие отечественной и мировой географии и океанологии.
Кроме Первой кругосветной и Первой антарктической в первой половине XIX века был предпринят еще ряд кругосветных экспедиций в Мировой океан: в 1815—1818 годах на корабле «Рюрик» и в 1823—1826 годах на шлюпе «Предприятие» (обеими экспедициями командовал Отто Коцебу).
До середины XIX века в российской океанологии происходил сбор и накопление статистической информации о морских и океанических бассейнах с использованием транспортных, рыбопромысловых судов или военных кораблей. Например, важный вклад в океанологию внёс учёный-флотоводец С. О. Макаров. на корвете «Витязь» и судне «Тамань». После второй половины XIX века началось детальное изучение процессов в Мировом океане, для чего использовать обычные корабли и суда всё чаще оказывалось малоэффективным. Поэтому по инициативе выдающегося гидролога и зоолога Н. М. Книповича было разработано техническое задание на постройку на немецком судостроительном заводе «Бремер Вулкан» первого в мире специально оборудованного парового судна, которое было изготовлено в 1899 году и названо «Андрей Первозванный» (с 1910 года «Мурман»). Размещённые на его борту гидрологическая и биологическая лаборатории, оборудование для проведения тральных и гидрографических работ, позволяло судну вести научно-промысловые исследования в северных широтах.

### XX век
На дальнейшее развитие российского научно-исследовательского флота повлиял первый международный полярный год, который состоялся в 1882—1883 годы, а также создание в 1902 году Международного совета по изучению моря, в котором вице-президентом и представителем Российской империи был профессор Н. М. Книпович. Совет разработал программы исследования морей и океана, для выполнения которых необходимы были специально спроектированные экспедиционные научно-исследовательские суда разного назначения. Судостроительная промышленность России до 1914 года была способна построить суда, удовлетворяющие всем требованиям Морского регистра и Международного совета по изучению моря, но из-за начала Первой мировой войны все работы в этом направлении были прекращены. Только в 1921 году на основе декрета Совнаркома РСФСР был построен первый советское океанографическое научно-исследовательское судно «Персей», специально оборудованное для комплексных научных исследований в арктических морях. В дальнейшем в качестве НИС использовались малотоннажные рыболовецкие суда, ледоколы или крупные морские транспорты, такие как («Челюскин», «Сибиряков», «Литке», «Гагара», «Ленинградсовет», «Садко», «Русанов», «Таймыр», «Ингул» и др.
После окончания Великой Отечественной войны систематические исследования морей и океана возобновились в 1949 году. В это время германское судно «Марс» было переоборудовано в НИС «Витязь», которое оснастили современной для того времени бортовой научной аппаратурой. Впоследствии научно-исследовательский флот академии наук СССР пополнился другими судами: «Михаил Лермонтов», «Академик Сергей Вавилов», «Космонавт Юрий Гагарин», «Академик Мстислав Кельдыш», «Пётр Лебедев» и др. К началу 1961 году в составе научно-исследовательского флота АН СССР входило 37 морских судов, к началу 1991 года — 293 судна общей валовой вместимостью 537 928 тонн, в том числе 25 морских судов.
После распада СССР флот Российской академии наук состоял из 24 судов. 82 судна научно-исследовательского флота АН СССР перешли Украине, в которой из-за отсутствия необходимого финансирования были выведены из строя такие суда, как «Космонавт Юрий Гагарин», «Академик Сергей Королёв», «Академик А. Ковалевский», «Михаил Лермонтов» и др.
В 1997 году Указом Президента Российской Федерации была утверждена Федеральная программа Российской Федерации «Мировой океан». Головным исполнителем одной из её подпрограмм «Исследование природы Мирового океана» назначена Российская академия наук, в научно-исследовательском флоте которой в 2005 году находилось 22 судна.

#### Служба космических исследований
В 1970 году распоряжением Президиума АН СССР от 4 ноября 1970 г. № 34-1466 при Отделе морских экспедиционных работ была создана «Служба космических исследований» — СКИ ОМЭР АН СССР. В эту службу вошли научно-исследовательские суда, предназначенные для управления космическими аппаратами, для выполнения траекторных и телеметрических измерений, а также для поддержания связи с экипажами космических кораблей и станций.

## Научно-исследовательские суда Российской академии наук
Научно-исследовательские суда Института биологии южных морей им. А.О. Ковалевского РАН
НИС "Профессор Водяницкий"

### Научно-исследовательские судаинститута океанологии им. П. П. Ширшова РАН
- НИС «Академик Мстислав Келдыш»
- НИС «Академик Сергей Вавилов»
- НИС «Академик Иоффе»
- НИС «Профессор Штокман»
- НИС «Академик Николай Страхов»
- НИС «Академик Борис Петров» (передан в 2017 г.)
- НИС «Рифт»
- НИС «Акванавт»
- НИС «Шельф»

### Научно-исследовательские судаЮжного научного центра РАН
- НИС «Денеб»
- НИС «Профессор Панов»

### Научно-исследовательские судаМурманского морского биологического института
- НИС «Профессор Панов»
- «Дальние Зеленцы»
- «Помор»
- "Профессор Панов

### Научно-исследовательские судаДальневосточного отделения РАН
- НИС «Академик Александр Виноградов»
- НИС «Академик Александр Несмеянов»
- НИС «Академик М. А. Лаврентьев»
- НИС «Академик Опарин»
- НИС «Профессор Богоров»
- НИС «Профессор Гагаринский»
- НИС «Луговое»
- Р/к «Ларга»
- Р/к «Инесса»
- яхта «Блюз»

### Служба космических исследований
- «Космонавт Владимир Комаров»
- «Боровичи»
- «Невель»
- «Кегостров»
- «Моржовец»
- «Академик Сергей Королев»
- «Космонавт Юрий Гагарин»
- «Космонавт Владислав Волков»
- «Космонавт Георгий Добровольский»
- «Космонавт Павел Беляев»
- «Космонавт Виктор Пацаев»

### Прочие научно-исследовательские судна РАН
- «Академик Борис Петров» — Институт геохимии и аналитической химии имени В. И. Вернадского РАН
- «Академик Николай Страхов» — Геологический институт РАН